# 西宮市立苦楽園中学校
西宮市立苦楽園中学校（にしのみやしりつ くらくえんちゅうがっこう）は、兵庫県西宮市にある公立中学校。

## 概要
- 校是は「克己」、校訓は「立志」「開拓」「創造」である。
- 合唱を学校の伝統としている。2006年には、わくわくオーケストラの後に、当時の1年生が佐渡裕に学年合唱をした。また、2007年には、橋本祥路が当時の2年生に時の旅人の合唱指導をした。
- 原則として6限目の授業（2007年（平成19年）度までは5限目）終了後に総合的学習の一環としてマラソンおよびマラソン学習を行っていたが現在は行われていない。

## 部活動

### 運動部
- 陸上競技部
- 野球部
- ソフトテニス部
- 卓球部
- 女子バレーボール部
- バスケットボール部

### 文化部
- 吹奏楽部
- 総合文化部
- 美術部

## 制服
- 令和2年度より今の制服を少しリニューアルした制服を導入。
  - ブレザーのエンブレム導入、女子制服のリボンをネクタイに変更。
  - 現状ではボタンでサスペンダーを外すことは可能である。
- 男子
  - 冬服はブレザー、カッターシャツ、スラックスである。
  - 夏服はカッターシャツ、スラックスである。
- 女子
  - 冬服はブレザー、ブラウス、吊りスカートである。令和元年よりスラックス選択可。
  - 夏服はブラウス、吊りスカートである。令和元年よりスラックス選択可。

## 著名な出身者
- 桑原達秋 - 元福井テレビアナウンサー
- 山村貴彦 - 陸上競技選手、シドニーオリンピック日本代表
- 尾中博俊 - 元プロ野球選手（テキサス・レンジャーズ（マイナー）、香川オリーブガイナーズ）
- 青野紗穂 - 歌手
- フジモトヨシタカ - 作曲家
- 垣内珀琉 - フィギュアスケート選手

## 通学区域が隣接する学校
- 西宮市立甲陵中学校
- 芦屋市立山手中学校
- 西宮市立大社中学校
- 西宮市立山口中学校
- 宝塚市立光ガ丘中学校